# The Gospel According to the Meninblack
Albums de The Stranglers
The Raven
(1979) La Folie
(1981)
The Gospel According to the Meninblack est un album du groupe de rock britannique The Stranglers sorti en 1981.

## Titres
1. Waltzinblack - 3:38
2. Just Like Nothing On Earth - 3:55
3. Second Coming - 4:22
4. Waiting For The Meninblack - 3:44
5. Turn The Centuries, Turn - 4:35
6. Two Sunspots - 2:32
7. Four Horsemen - 3:40
8. Thrown Away - 3:30
9. Manna Machine - 3:17
10. Hallow To Our Men - 7:26

Bonus de la réédition de 2001 :
1. Top Secret - 3:27
2. Maninwhite - 4:27
3. Tomorrow Was Hereafter - 4:02